# Stadion am Zoo
Das Stadion am Zoo ist eine Sportstätte in der nordrhein-westfälischen Stadt Wuppertal im Zooviertel, Stadtbezirk Elberfeld-West. Seit 1983 steht es unter Denkmalschutz.

## Geschichte

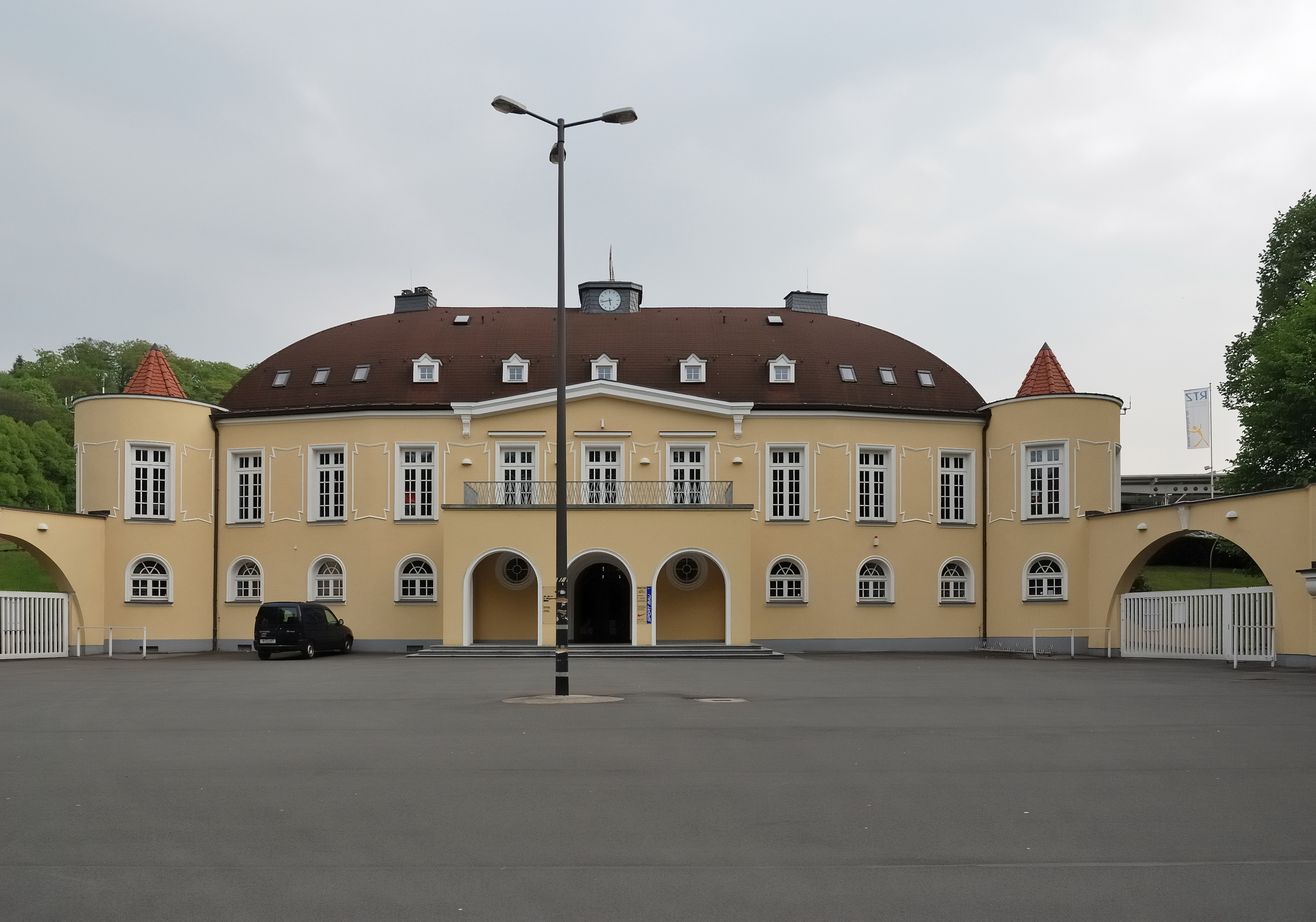

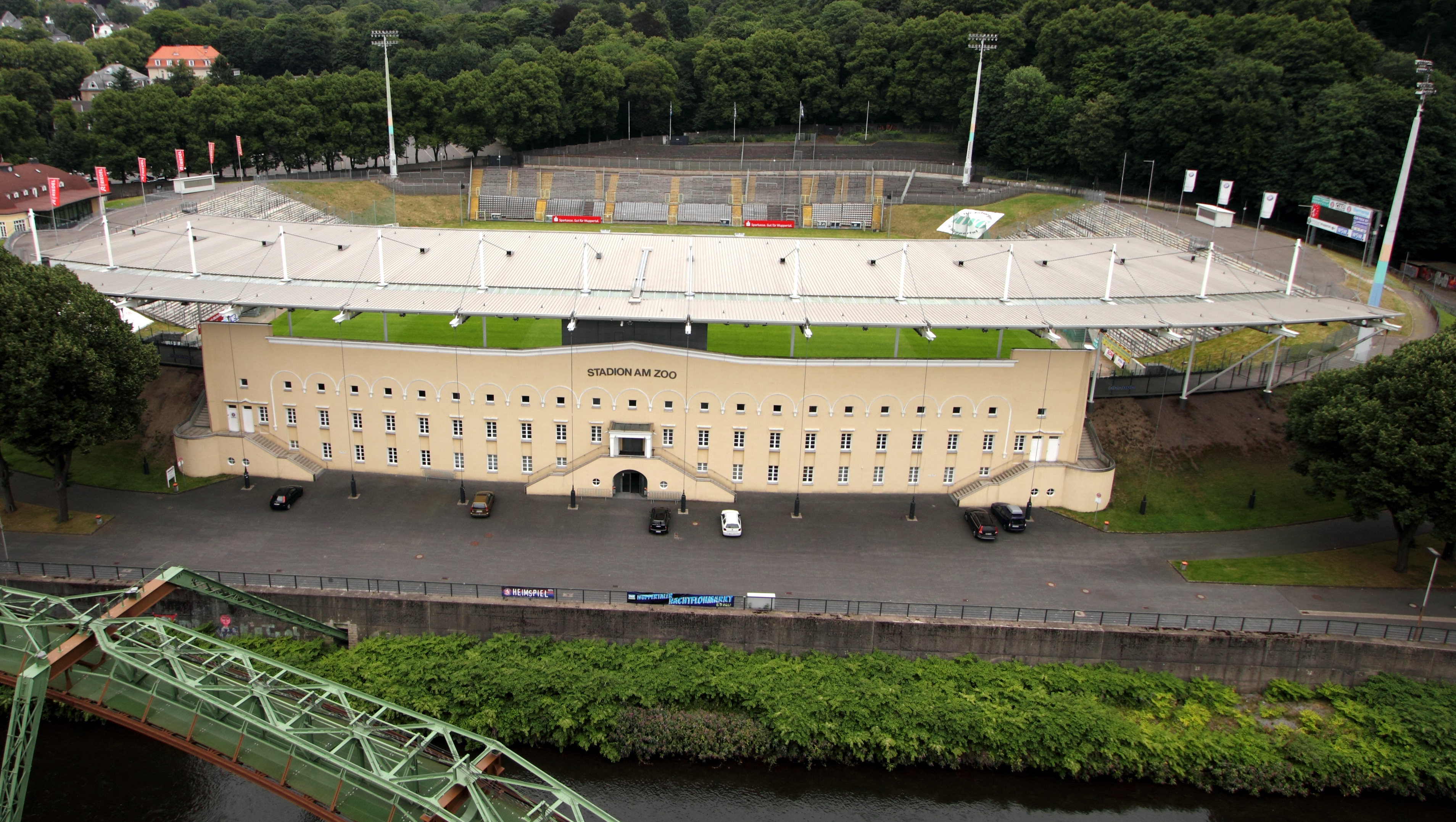
Blick vom Kirchturm der Hauptkirche Sonnborn auf die historische Außenwand. Im Vordergrund ist die Wupper und ein Teil des Schwebebahn-Gerüsts zu sehen.

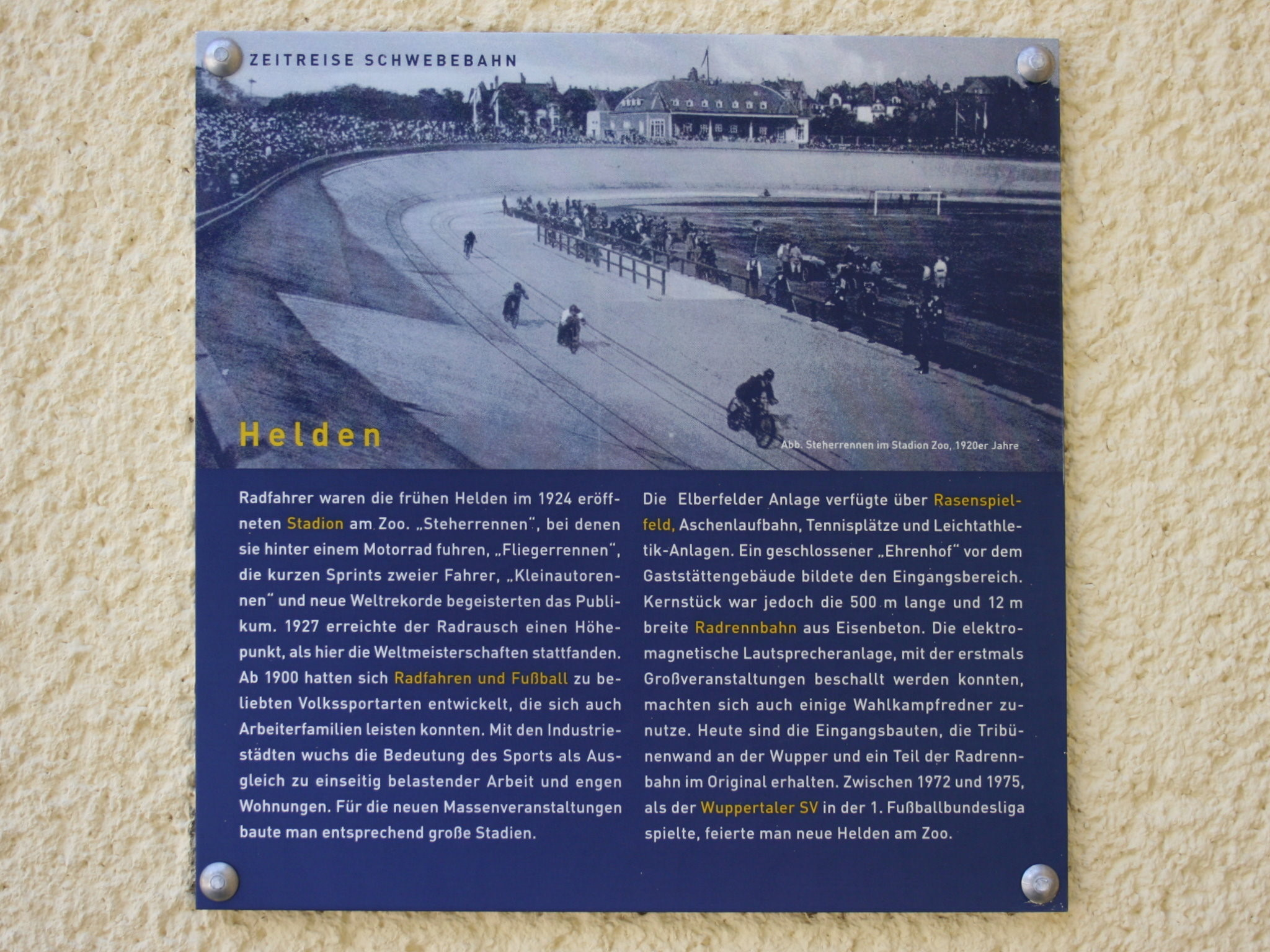
Diese Tafel am Stadion erinnert an die Steherrennen auf der Radrennbahn.

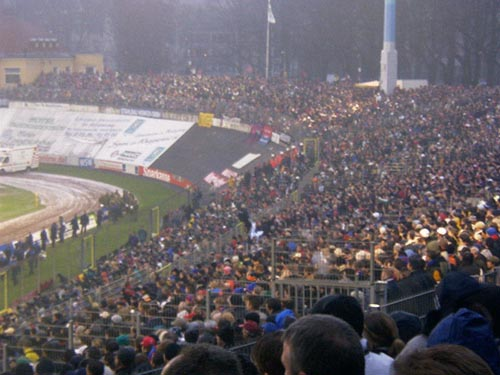
Volle Ränge im Stadion am Zoo

Der Initiator der neuen Stadionanlage der Stadt Elberfeld war der zuständige Beigeordnete und Tiefbau-Ingenieur Friedrich Roth. Entworfen wurde das Stadion von den Kölner Architekten Theo Nussbaum und Theo Willkens und innerhalb eines halben Jahres fertiggestellt. Die Eröffnung fand im Oktober 1924 unter großer Anteilnahme der Bevölkerung statt. Es war seinerzeit eines der größten und modernsten Stadien Westdeutschlands, damals war der Name „Bergisches Stadion“ geläufig. Dies lag insbesondere an der imposanten Radrennbahn, die zwischen der Aschenbahn und den Zuschauerrängen in das Stadion integriert war.
Die extrem schnelle Betonbahn – man sprach von der schnellsten Radrennbahn Europas, vielleicht auch der ganzen Welt – gestattete Steherrennen, die mit enormem Tempo gefahren wurden. Der belgische Weltmeister Victor Linart nannte sie „die schönste Bahn Europas“. Etliche Weltrekorde im Steherrennen wurden auf der Bahn erzielt, so etwa am 24. Oktober 1955 der Stundenweltrekord über 96,016 Kilometer des Bochumer Radrennfahrers Walter Lohmann. Steherrennen wurden dort bis in die 1950er Jahre ausgetragen, so die Steher-Wettbewerbe der UCI-Bahn-Weltmeisterschaften 1927 und der Bahnweltmeisterschaften 1954. In den 1970er Jahren wurde die Radrennbahn jedoch teilweise abgetragen, um zusätzliche Zuschauerränge zu ermöglichen. Später lockten auch Leichtathletikveranstaltungen, insbesondere der Länderkampf, die Massen. Polizeifeste sowie eine Außenwette der TV-Sendung Wetten, dass..? sorgten ebenso für Besucherandrang.
Aber letztendlich war es der Fußball, der das Stadion bekannt machte. Seit 1954 kann der Wuppertaler SV die Spielstätte als Austragungsort sein Eigen nennen. 35.000 Zuschauer und mehr waren in der damaligen 1. Bundesliga keine Seltenheit. Neben FC Bayern München, FC Schalke 04, VfB Stuttgart und Borussia Mönchengladbach gastierten auch Vereine wie SpVgg Erkenschwick, Rhenania Würselen, Westfalia Herne und VfL Witten, die genauso wie der WSV in der damals höchsten Klasse, der Oberliga West spielten.
Am 20. März 1938 spielte hier die deutsche Fußballnationalmannschaft vor 20.000 Zuschauern gegen Luxemburg (Ergebnis 2:1).
Der offizielle Zuschauerrekord steht bei 38.000 Zuschauern (Wuppertaler SV e. V. gg. Bayern München 1974). Inoffiziell wird von einigen Veranstaltungen mit bis zu 50.000 Zuschauern gesprochen. So sollen bei einem Pokalspiel zwischen dem 1. FC Kaiserslautern und dem 1. FC Köln selbst auf der Aschenbahn noch Bänke aufgestellt worden sein, um Zuschauer unterzubringen.
Offiziell fasst das Stadion am Zoo 28.300 Zuschauer. Zugelassen werden aus Sicherheitsgründen maximal 25.300. Davon sind 5000 Sitzplätze überdacht und 1500 Sitzplätze befinden sich auf der Gegengerade.
Anfang der 1990er Jahre wurde die alte (einsturzgefährdete) Haupttribüne durch einen aufwändigen Neubau (28 Mio. DM) ersetzt. Einen Großteil der Kosten verschlang hierbei die Erhaltung und Restaurierung der denkmalgeschützten Schildwand der alten Haupttribüne. Bedingt durch die Auflagen der Oberen Denkmalbehörde ist es auf der Tribüne immer recht zugig und an den Randbereichen bei Regen auch nicht unbedingt trocken. Neben der Schildwand des Berliner Olympiastadions gibt es nur noch diese. 1993 wurde eine neue Haupttribüne eingeweiht. Während der Fußball-Europameisterschaft 2024 hatte die Slowenische Fußballnationalmannschaft ihre Unterkunft in Sprockhövel und ihre Trainingsstätte im Stadion am Zoo.

### Politische Veranstaltungen
Adolf Hitler und Joseph Goebbels sprachen im Vorfeld der Reichstagswahl Juli 1932 auf zwei verschiedenen Massenkundgebungen im Stadion am Zoo. Bis zu 50.000 Zuschauer wohnten der Kundgebung Hitlers bei. Ebenfalls im Stadion am Zoo war der KPD-Vorsitzende Ernst Thälmann zur Mobilisierung der kommunistischen Wähler angetreten. Im Zuge des Wahlkampfes zur Bundestagswahl 1980 sprach Franz Josef Strauß vor 26.000 Besuchern.

## Heute
Sportlich wird das Stadion fast ausschließlich vom Wuppertaler SV zu den Heimspielen genutzt. Zu einem Freundschaftsspiel gegen Bayern München füllte sich das Stadion im Januar 2004 mit 25.300 Zuschauern und war somit ausverkauft.
Problematisch wurde es für den Hauptnutzer Wuppertaler SV Ende Januar 2008, da man den FC Bayern München erneut erwartete, diesmal allerdings im DFB-Pokal Achtelfinale. Bereits nach der Auslosung im ZDF gingen beim Verein zehntausende Kartenanfragen ein. Der Umbau wurde bis zum Spieltag allerdings nicht fertig. Somit wich der Wuppertaler SV in die Veltins-Arena in Gelsenkirchen aus, die über ca. 61.500 Plätze verfügt, und somit deutlich mehr als das Stadion am Zoo (in der damaligen Phase: 16.500 Plätze).

## Die geplante Modernisierung
Die Radrennbahn und die Stehränge wurden abgerissen und an ihrer Stelle direkt hinter den Toren (auf der ehemaligen Aschenbahn) Stehtribünen für jeweils rund 4800 Stehplätze geschaffen. Ursprünglich wurde für die Tribünen eine Kapazität von jeweils 6700 Zuschauern genannt; diese Zahl bezog sich aber offensichtlich auf die Einbeziehung der Eckverbindungen zwischen Hintertortribünen und einer neuen Gegentribüne, die aber erst in späteren Stufen verwirklicht werden sollen. Die voraussichtlichen Kosten des 2006 begonnenen Umbaus zum reinen Fußballstadion belaufen sich auf eine Million Euro.
Die Pläne für die erste Bauphase wurden am 17. Oktober 2005 durch die Stadtverwaltung, das Sport- und Bäderamt sowie den Vorstand des Wuppertaler SV bekannt gegeben. Im November 2005 gaben der Stadtrat sowie die Denkmalbehörden ihre Zustimmung zu dem Projekt. Es wurden jede Menge Erdmassen in den Bereich hinter den Toren und den Rängen gekippt. Zeitgleich wurde das Spielfeld um vier auf 72 Meter verbreitert, um so die bestehende Haupttribüne näher an das Spielfeld zu bringen. Die Maßnahme sollte zum letzten Spieltag der Saison 2006/07 (gegen Kickers Emden (2:4)) abgeschlossen sein, allerdings wurde der Bau wegen finanzieller Komplikationen von der Stadtverwaltung gestoppt. Der Bau wurde im August 2007 fortgesetzt. Da der Grund für die finanziellen Probleme die Erhöhung des Preises der Betonteile für die Tribüne war, werden die Betonteile von arbeitslosen Wuppertalern unter fachmännischer Aufsicht gegossen. Das Gießen der Betonteile ist zugleich ein Teil der Ausbildung der Arbeitslosen. Die erste Tribüne wurde Mitte Februar 2008 fertiggestellt und beim Heimspiel des Wuppertaler SV gegen Rot Weiss Ahlen (0:4 (0:1)) eingeweiht. Die Gästetribüne wurde Mitte Juni 2008 im Testspiel gegen den Bundesligisten 1. FC Köln (1:1 (1:1)) eingeweiht.
Diese Komplikationen beim Umbau des Stadions am Zoo traten nicht zum ersten Mal auf. Die Modernisierung der Haupttribüne von 1991 bis 1993 wurde von ähnlichen finanziellen Problemen begleitet.
Die Bauten sollen so konzipiert werden, dass sowohl eine Überdachung als auch eine Erweiterung und eine Umwandlung in Sitzplätze möglich ist. In einer weiteren Bauphase (s. o.) ist geplant, durch die Errichtung einer gleichartigen Tribüne für die Gegengerade einen „Lückenschluss“ zu erreichen und somit die Umwandlung in ein reines Fußballstadion abzuschließen.
Durch den Einbau der neuen Tribünen in den bisherigen Innenraum des Stadions – nach Vorbild des „neuen“ Zentralstadions in Leipzig – wird die Außenansicht des Stadions am Zoo weitgehend erhalten bleiben.
In der historischen Stadiongaststätte, die ebenfalls saniert wurde, befinden sich ein Sportfachgeschäft und das Sport- und Bäderamt Wuppertal. Das ehemals hier ansässige Fanprojekt Wuppertal hat nun neue Räume in der Tiergartenstraße bezogen.
Am 18. Dezember 2017 wurde ein Konzept für eine weitere Ausbaustufe veröffentlicht. Dieses sieht neben dem Lückenschluss, ein Multifunktionsgebäude rund um das Stadion vor. Es ist nicht nur eine Überdachung der Nordtribüne geplant, sondern auch der restlichen Tribünenteile mittels Glasdach. Die Kosten sollen sich auf rund 30 Mio. Euro belaufen. Laut Investor Thilo Küpper soll eines der schönsten Stadien Deutschlands entstehen.